# Für immer Tour – Live 2022
Für immer Tour – Live 2022 ist das dritte Livealbum der deutschen Pop- und Schlagersängerin Vanessa Mai.

## Entstehung und Artwork
Bei Für immer Tour – Live 2022 handelt es sich um ein Livealbum, bei dem Vanessa Mais Livekonzert vom 16. Mai 2022 im Kölner Musical Dome aufgezeichnet wurde. Das Konzert war Teil des ersten Tourabschnitts ihrer Für immer Tour.
Alle Lieder des Albums wurden von wechselnden Autoren geschrieben. Die meisten Autorenbeteiligungen stellt dabei Mai selbst, die mit zehn Titeln an mehr als der Hälfte aller Titel mitschrieb. Es handelt sich hierbei nach Wachgeküsst – Live aus dem Parktheater Augsburg und Für Dich – Live aus Berlin um das erste Livealbum von Mai, bei dem sie selbst geschriebene Lieder interpretiert. Der aus Freising stammende Christoph Cronauer und der Augsburger DJ und Musikproduzent Matthias Zürkler (B-Case) stellen mit je acht Autorenbeteiligungen die zweitmeisten Titel des Albums. Sieben der acht Titel schrieben die beiden gemeinsam im Kollektiv mit Christophs Bruder, Daniel Cronauer. Die in Mannheim wirkenden Songwriter Jules Kalmbacher und Jens Schneider stellen vier Autorenbeteiligungen, die sie als Duo schrieben. Kalmbacher war zudem an einem weiteren Titel als Komponist tätig. Die Autoren und Musiker Dieter Bohlen, Felix Gauder, Martin Haller, Simon Müller-Lerch (Sera Finale) und Oli Nova schrieben je zwei Lieder. Darüber hinaus stellen weitere 24 Autoren jeweils eine Autorenbeteiligung, darunter Joel Brandenstein, Ardian Bujupi, Samuel Harfst, Adrian Kitzinger (ART), Laura Kloos, Olexij Kosarev (Olexesh), Lukas Loules, Oliver Lukas, Xavier Naidoo, Marco Tscheschlok (Takt32), Nico Wellenbrink (Nico Santos) oder Paul Würdig (Sido).
Produziert wurden alle Liveaufnahmen unter der Leitung von Martin Ziaja, der auch Teil der Liveband war. Die Begleitband bestand aus den vier Musikern Jens Golücke (Schlagzeug), Sebastian Motz (Keyboard), Jan Stürmer (Gitarre) und Ziaja (Bass) sowie den Begleitsängern Eva Becker und Nico Gomez.
Auf dem Frontcover des Albums ist – neben Künstlernamen und Albumtitel – Mai zu sehen. Es handelt sich dabei um ein Foto, das während des Konzertes entstanden ist.

## Veröffentlichung
Die Erstveröffentlichung von Für immer Tour – Live 2022 erfolgte digital am 16. Dezember 2022 (Katalognummer: 19658968148). Das Album setzt sich aus 18 Liveaufnahmen zusammen, erschien als Download und Streaming durch das Musiklabel Ariola und wurde durch Sony Music Entertainment vertrieben. Die meisten Lieder wurden durch AFM Publishing, dem Musikverlag von Mais Ehemann und Manager Andreas Ferber, verlegt (14 Titel). Darüber hinaus wurden Titel von Edition Vanessa Mai (12), Budde Music (8), Edition Djorkaeff/Beatzarre und Edition Teamscore (je 6), Fisherman Songs (5), BMG Rights Management und Good Kid Publishing (je 4), dem Arabella Musikverlag und Blue Obsession Musikverlag (3) sowie 19 weiteren Musikverlagen mit je zwei oder einem Titel verlegt.

## Inhalt
Alle Liedtexte des Albums sind in deutscher Sprache verfasst, auch wenn es sich bei Happy End (englisch für „glückliches Ende“) und Highlight (englisch für „Höhepunkt“) um englischsprachige Titelbezeichnungen handelt. Der eigentliche Inhalt dieser Liedtexte ist jedoch auf Deutsch. Mehr als die Hälfte aller Texte stammen von Vanessa Mai selbst, die diese mit weiteren Koautoren und Komponisten schrieb. Weitere Autoren und Komponisten sind Christoph Cronauer und Matthias Zürkler (je 8 Titel), Daniel Cronauer (7), Jules Kalmbacher (5), Jens Schneider (4) sowie 29 weiteren Komponisten und Liedtexter, die nicht mehr als zwei Titel komponierten beziehungsweise texteten. Musikalisch bewegen sich die Lieder größtenteils im Bereich der Popmusik, stilistisch im Dance-Pop und Popschlager, mit einigen Ausflügen in den deutschen Hip-Hop.
Ursprünglich war im Jahr 2020 eine Tournee zum Präsentationsalbum Für immer geplant, diese musste jedoch aufgrund der COVID-19-Pandemie mehrfach verschoben werden. Nach fast zwei Jahren bestand die Setlist an diesem Abend – sowie im späteren Tourverlauf – letztendlich aus einer Art Best of, wobei Für immer mit Meine Größte Schwäche, Hast du jemals, Highlight, Maisterwerk, Ein letztes Mal und Venedig (Love Is in the Air) die meisten vollwertigen Titel auf dem Album stellt. Das eigentlich zum Konzertzeitpunkt aktuelle Album Metamorphose, das drei Monate nach dem Konzert veröffentlicht wurde, stellt mit Melatonin, Als ob du mich liebst, Schwarze Herzen und Happy End vier vollwertige Titel. Aus Mai Tai, dem Nachfolgealbum von Für immer, spielte sie mit Sommerwind und Ruf nicht mehr an zwei vollwertige Titel sowie mit Augenblick und Landebahn zwei als Teil eines Medley. Aus den Alben Für Dich (Ich sterb für dich), Regenbogen (Regenbogen), Schlager (Wir 2 immer 1) und Wachgeküsst (Wolke 7) ist je ein Titel vertreten. Lediglich aus ihrem Debütalbum Endlos verliebt sang sie keinen Titel an diesem Abend. Darüber hinaus sang sie mit Der Himmel reißt auf einen Titel, bei dem sie ursprünglich als Gastsängerin bei Joel Brandenstein in Erscheinung trat. Bei den Liedern Happy End und Wir 2 immer 1 wurden die eigentlichen Rappartner während der Konzerts auf der Leinwand eingeblendet.
Das Konzert bestand eigentlich aus 22, anstatt der hier 18 enthaltenen Titel. Die Lieder Die Eine, Gib nie auf und Vergessen dich zu vergessen – das während der Konzertes in akustischer Form dargeboten wurde – sowie ein Mai-Tai-Medley aus den Liedern Mai Tai, Morgenlicht und Mitternacht schafften es nicht auf das Album. Von den ursprünglichen drei Akustikversionen schaffte es lediglich Maisterwerk auf dem Album. Die Lieder Melatonin, Als ob du mich liebst, Wir 2 immer 1 und Schwarze Herzen sowie das nicht auf dem Album enthaltene Mai-Tai-Medley wurden im zweiten Tourabschnitt durch andere Titel ersetzt.
| #   | Titel                         | Autor(en) | Produzent(en) | Länge | Album        |
| --- | ----------------------------- | --- | ------------- | ----- | ------------ |
| 1.1 | Augenblick                    | Christoph Cronauer, Daniel Cronauer, Robin Kallenberger, Vanessa Mai, Matthias Zürkler                                                   | Martin Ziaja  | 4:28  | Mai Tai      |
| 1.2 | Landebahn                     | Ardian Bujupi, Jules Kalmbacher, Dominik Lange, Vanessa Mai, Jens Schneider                                                              | Martin Ziaja  | 4:28  | Mai Tai      |
| 2   | Sommerwind                    | Christoph Cronauer, Daniel Cronauer, Vanessa Mai, Matthias Zürkler                                                                       | Martin Ziaja  | 2:35  | Mai Tai      |
| 3   | Meine Größte Schwäche         | Lukas Loules | Martin Ziaja  | 3:40  | Für immer    |
| 4   | Melatonin                     | Christoph Cronauer, Daniel Cronauer, Niklas Esterle, Evgenij Kazakov, Adrian Kitzinger, Vanessa Mai, Marco Tscheschlok, Matthias Zürkler | Martin Ziaja  | 2:43  | Metamorphose |
| 5   | Ruf nicht mehr an             | Martin Haller, Jules Kalmbacher, Vanessa Mai, Jens Schneider                                                                             | Martin Ziaja  | 4:35  | Mai Tai      |
| 6   | Hast du jemals                | Ronja Amundsen, Jules Kalmbacher, Xavier Naidoo                                                                                          | Martin Ziaja  | 3:41  | Für immer    |
| 7   | Als ob du mich liebst         | Ossama El Bourno, Joshua Harfst, Samuel Harfst, Jules Kalmbacher, Vanessa Mai, Jens Schneider, Mike Singer                               | Martin Ziaja  | 2:40  | Metamorphose |
| 8   | Highlight                     | Christoph Cronauer, Daniel Cronauer, Vanessa Mai, Simon Müller-Lerch, Nico Wellenbrink, Matthias Zürkler                                 | Martin Ziaja  | 3:49  | Für immer    |
| 9   | Wolke 7                       | Felix Gauder, Oliver Lukas, Oli Nova | Martin Ziaja  | 5:03  | Wachgeküsst  |
| 10  | Maisterwerk                   | Christoph Cronauer, Daniel Cronauer, Vanessa Mai, Matthias Zürkler                                                                       | Martin Ziaja  | 3:38  | Für immer    |
| 11  | Wir 2 immer 1 (feat. Olexesh) | Felix Gauder, Laura Kloos, Olexij Kosarev, Oli Nova, Phil Ratey                                                                          | Martin Ziaja  | 4:21  | Schlager     |
| 12  | Schwarze Herzen               | Christoph Cronauer, Vanessa Mai, Ben Selimovic, Julian Töws, Matthias Zürkler                                                            | Martin Ziaja  | 3:15  | Metamorphose |
| 13  | Der Himmel reißt auf          | Joel Brandenstein, Simon Müller-Lerch | Martin Ziaja  | 4:23  | Frei         |
| 14  | Ein letztes Mal               | Christoph Cronauer, Daniel Cronauer, Vanessa Mai, Matthias Zürkler                                                                       | Martin Ziaja  | 3:48  | Für immer    |
| 15  | Venedig (Love Is in the Air)  | Christoph Cronauer, Daniel Cronauer, Vanessa Mai, Matthias Zürkler                                                                       | Martin Ziaja  | 4:02  | Für immer    |
| 16  | Ich sterb für dich            | Dieter Bohlen, Oliver Lukas | Martin Ziaja  | 5:57  | Für Dich     |
| 17  | Regenbogen                    | Dieter Bohlen | Martin Ziaja  | 4:18  | Regenbogen   |
| 18  | Happy End (feat. Sido)        | Martin Haller, Jules Kalmbacher, Vanessa Mai, Jens Schneider, Julian Schwizler, Paul Würdig                                              | Martin Ziaja  | 5:46  | Metamorphose |

## Singleauskopplungen
Aus dem Album erfolgten keine offiziellen Singleveröffentlichungen. Am 18. November 2022 beziehungsweise 2. Dezember 2022 erschienen mit Venedig (Love Is in the Air) und Happy End zwei Promo-Tonträger als digitale Einzeltracks.

## Tournee
Mais letzte vollständige Konzertreihe absolvierte sie zwischen dem 25. November 2019 und 28. November 2019 mit der Teaser-Clubshow Tour, einer kleinen Promotiontour mit vier Konzerten, bei dem sie das vorletzte Studioalbum Für immer vorstellte. Im Jahr 2020 sollte mit der Für immer Tour die zweite und größere Tournee mit dem Album folgen. Diese plante man zwischen dem 2. Oktober 2020 und dem 15. Oktober 2020. Die Bekanntgabe der Tournee erfolgte über die sozialen Netzwerke am 13. Dezember 2019. Aufgrund der COVID-19-Pandemie musste die Konzertreihe mehrfach verschoben werden. Sie erfolgte schließlich im Zeitraum vom 16. Mai 2022 bis zum 20. September 2022 und führte Mai mit ihrer Begleitband durch elf deutsche Städte. Die Konzertreihe erfolgte in zwei Abschnitten. Der erste Teil fand am 16. Mai 2022 in Köln und am 17. Mai 2022 in München statt. Der zweite Teil startete am 8. September 2022 in Frankfurt am Main und endete am 20. September 2022 in Dresden. Die Begleitband von Mai bestand aus den vier Musikern Jens Golücke (Schlagzeug), Sebastian Motz (Keyboard), Jan Stürmer (Gitarre) und Martin Ziaja (Bass) sowie den Begleitsängern Eva Becker und Nico Gomez. Während der Tour präsentierte Mai zusammen mit ihrer Begleitband 22 unterschiedliche Titel, darunter zwei Medleys. Ursprünglich war die Tour zur Präsentation von Für immer geplant, jedoch bestand die Setlist letztendlich aus einer Art Best Of, wobei Für immer mit sechs Liedern die meisten vollwertigen Titel stellte. Obwohl Metamorphose zum Zeitpunkt der Tour das aktuellste Album war, wurden hieraus nur die drei Titel 747, Happy End und Süchtig gespielt. Während der Tour wurde mindestens ein Titel aus jedem ihrer bis dato acht erschienenen Studioalben gespielt.

## Mitwirkende
Albumproduktion
- Ronja Amundsen: Komponist (Lied 6), Liedtexter (Lied 6)
- Eva Becker: Begleitgesang (Lieder: 1.1–18)
- Dieter Bohlen: Komponist (Lieder: 16–17), Liedtexter (Lieder: 16–17)
- Ossama El Bourno: Komponist (Lied 7), Liedtexter (Lied 7)
- Joel Brandenstein: Komponist (Lied 13), Liedtexter (Lied 13)
- Ardian Bujupi: Liedtexter (Lied 1.2)
- Christoph Cronauer: Komponist (Lieder: 1.1, 2, 4, 8, 10, 12, 14–15), Liedtexter (Lieder: 1.1, 2, 4, 8, 10, 12, 14–15)
- Daniel Cronauer: Komponist (Lieder: 1.1, 2, 4, 8, 10, 14–15), Liedtexter (Lieder: 1.1, 2, 4, 8, 10, 14–15)
- Niklas Esterle: Komponist (Lied 4), Liedtexter (Lied 4)
- Felix Gauder: Komponist (Lieder: 9, 11), Liedtexter (Lieder: 9, 11)
- Jens Golücke: Schlagzeug (Lieder: 1.1–18)
- Nico Gomez: Begleitgesang (Lieder: 1.1–18)
- Martin Haller: Komponist (Lieder: 5, 18), Liedtexter (Lieder: 5, 18)
- Joshua Harfst: Komponist (Lied 7), Liedtexter (Lied 7)
- Samuel Harfst: Komponist (Lied 7), Liedtexter (Lied 7)
- Robin Kallenberger: Komponist (Lied 1.1), Liedtexter (Lied 1.1)
- Jules Kalmbacher: Komponist (Lieder: 1.2, 5–7, 18), Liedtexter (Lieder: 1.2, 5, 7, 18)
- Evgenij Kazakov: Komponist (Lied 4), Liedtexter (Lied 4)
- Adrian Kitzinger (ART): Komponist (Lied 4), Liedtexter (Lied 4)
- Laura Kloos: Komponist (Lied 11), Liedtexter (Lied 11)
- Olexij Kosarev (Olexesh): Komponist (Lied 11), Liedtexter (Lied 11), Rap (Lied 11)
- Dominik Lange: Liedtexter (Lied 1.2)
- Lukas Loules: Komponist (Lied 3), Liedtexter (Lied 3)
- Oliver Lukas: Komponist (Lieder: 9, 16), Liedtexter (Lied 9)
- Vanessa Mai: Gesang (Lieder: 1.1–18), Komponist (Lieder: 1.1, 2, 4, 7–8, 10, 12, 14–15, 18), Liedtexter (Lieder: 1.1–2, 4–5, 7–8, 10, 12, 14–15, 18)
- Sebastian Motz: Keyboard (Lieder: 1.1–18)
- Simon Müller-Lerch (Sera Finale): Komponist (Lieder: 8, 13), Liedtexter (Lieder: 8, 13)
- Xavier Naidoo: Komponist (Lied 6), Liedtexter (Lied 6)
- Oli Nova: Komponist (Lieder: 9, 11), Liedtexter (Lieder: 9, 11)
- Phil Ratey: Komponist (Lied 11), Liedtexter (Lied 11)
- Jens Schneider: Komponist (Lieder: 1.2, 5, 7, 18), Liedtexter (Lieder: 1.2, 5, 7, 18)
- Julian Schwizler: Komponist (Lied 18), Liedtexter (Lied 18)
- Ben Selimovic: Komponist (Lied 12), Liedtexter (Lied 12)
- Mike Singer: Komponist (Lied 7), Liedtexter (Lied 7)
- Jan Stürmer: Gitarre (Lieder: 1.1–18)
- Julian Töws: Komponist (Lied 12), Liedtexter (Lied 12)
- Marco Tscheschlok (Takt32): Komponist (Lied 4), Liedtexter (Lied 4)
- Nico Wellenbrink (Nico Santos): Komponist (Lied 8), Liedtexter (Lied 8)
- Paul Würdig (Sido): Liedtexter (Lied 18), Rap (Lied 18)
- Martin Ziaja: Bass (Lieder: 1.1–18), Musikproduzent (Lieder: 1.1–18)
- Matthias Zürkler (B-Case): Komponist (Lieder: 1.1, 2, 4, 8, 10, 12, 14–15), Liedtexter (Lieder: 1.1, 2, 4, 8, 10, 12, 14–15)

Unternehmen
- AFM Publishing: Verlag (Lieder: 1.2–5, 7–12, 14–15, 18)
- Arabella Musikverlag: Verlag (Lieder: 1.1, 16–17)
- Ariola: Musiklabel
- Blue Obsession Musikverlag: Verlag (Lieder: 1.1, 16–17)
- BMG Rights Management: Verlag (Lieder: 1.2, 5, 7, 18)
- Budde Music: Verlag (Lieder: 2, 6–8, 10, 12, 14–15)
- Energy Media: Verlag (Lied 11)
- Essah Edition: Verlag (Lied 4)
- Edition 23Hours: Verlag (Lied 4)
- Edition Djorkaeff/Beatzarre: Verlag (Lieder: 2, 8, 10, 12, 14–15)
- Edition El Bourno: Verlag (Lied 7)
- Edition Finale Grande: Verlag (Lied 8)
- Edition Freie Musik: Verlag (Lied 13)
- Edition Hoba Music: Verlag (Lied 1.2)
- Edition Jules Kalmbacher: Verlag (Lied 6)
- Edition Kiwi: Verlag (Lied 6)
- Edition Liedboutique: Verlag (Lied 18)
- Edition Spinne: Verlag (Lied 12)
- Edition Teamscore: Verlag (Lieder: 2, 8, 10, 12, 14–15)
- Edition Vanessa Mai: Verlag (Lieder: 1.2–5, 7–8, 10, 12, 14–15, 18)
- Edition Wortgewandt: Verlag (Lied 6)
- Fisherman Songs: Verlag (Lieder: 2, 10, 12, 14–15)
- Goldzweig: Verlag (Lied 18)
- Good Kid Publishing: Verlag (Lieder: 1.2, 5, 7, 18)
- Hanseatic Musikverlag: Verlag (Lieder: 3, 11)
- Hypnotize Entertainment: Verlag (Lied 12)
- OneTwoFour Publishing: Verlag (Lieder: 9, 11)
- Rudi Schedler Musikverlag: Verlag (Lieder: 9, 11)
- Sony Music Entertainment: Vertrieb
- Sony Music Publishing: Verlag (Lied 18)
- Unikat Management: Verlag (Lied 11)

## Rezeption
Das Album konnte sich nicht in den offiziellen Albumcharts platzieren. Bei iTunes konnte sich das Album an zwei Tagen in den Tagesauswertungen platzieren und belegte dabei Rang 72 am 16. Dezember 2022 sowie Rang 88 am Folgetag.